# Bahnstrecke Candia–Manchester
| Gesellschaft: | zuletzt ST           |                                        |                                        |
| Streckenlänge: | 18,23 km             |                                        |                                        |
| Spurweite: | 1435 mm (Normalspur) |                                        |                                        |
| |                      |                                        |                                        |
| \| \| \| \| \| \| \| \| von Portsmouth \| \| \| \| 0,00 \| Candia NH \| Candia NH \| \| \| \| nach Concord (1862 stillgelegt) \| \| \| \| 6,05 \| Auburn NH \| Auburn NH \| \| \| 8,53 \| Severance NH \| Severance NH \| \| \| 10,15 \| Massabesic NH \| Massabesic NH \| \| \| 14,98 \| East Manchester NH (früher Hallsville) \| East Manchester NH (früher Hallsville) \| \| \| \| von Lawrence \| \| \| \| \| von Nashua \| \| \| \| 18,23 \| Manchester NH \| Manchester NH \| \| \| \| nach Concord \| \| |                      |                                        |                                        |
| |                      |                                        |                                        |
| Strecke (außer Betrieb) |                      | von Portsmouth                         | von Portsmouth                         |
| Bahnhof (Strecke außer Betrieb) | 0,00                 | Candia NH                              | Candia NH                              |
| Abzweig geradeaus und nach rechts (Strecke außer Betrieb) |                      | nach Concord (1862 stillgelegt)        | nach Concord (1862 stillgelegt)        |
| Bahnhof (Strecke außer Betrieb) | 6,05                 | Auburn NH                              | Auburn NH                              |
| Haltepunkt / Haltestelle (Strecke außer Betrieb) | 8,53                 | Severance NH                           | Severance NH                           |
| Bahnhof (Strecke außer Betrieb) | 10,15                | Massabesic NH                          | Massabesic NH                          |
| Haltepunkt / Haltestelle (Strecke außer Betrieb) | 14,98                | East Manchester NH (früher Hallsville) | East Manchester NH (früher Hallsville) |
| Abzweig geradeaus und von links (Strecke außer Betrieb) |                      | von Lawrence                           | von Lawrence                           |
| Abzweig ehemals geradeaus und von links |                      | von Nashua                             | von Nashua                             |
| Dienststation / Betriebs- oder Güterbahnhof | 18,23                | Manchester NH                          | Manchester NH                          |
| Strecke |                      | nach Concord                           | nach Concord                           |

Die Bahnstrecke Candia–Manchester war eine 18 Kilometer lange Eisenbahnstrecke in New Hampshire (Vereinigte Staaten). Die Strecke ist stillgelegt. 

## Geschichte
Bereits die Portsmouth and Concord Railroad plante, von ihrer 1852 fertiggestellten Hauptstrecke eine Zweigstrecke nach Manchester zu bauen. Nachdem die Concord Railroad die Bahn gepachtet hatte, war endlich das Geld vorhanden, diese Strecke zu bauen, was 1862 abgeschlossen wurde. Gleichzeitig wurde jedoch auf Drängen der Concord Railroad der Abschnitt der Hauptstrecke von Candia nach Concord stillgelegt und abgebaut.
Ab 1889 betrieb die Concord and Montreal Railroad die Bahnstrecke, 1895 folgte ihr die Boston and Maine Railroad nach. Erst 1944 ging die Strecke in den Besitz der Boston&Maine über. Der reguläre Personenverkehr wurde 1954 eingestellt, bis Anfang der 1960er Jahre verkehrten jedoch noch gemischte Züge nach unregelmäßigem Fahrplan.
1981 stellte die Boston&Maine den Güterverkehr zwischen Candia und East Manchester ein, die offizielle Stilllegung erfolgte im darauffolgenden Jahr. 1983 ging die Betriebsführung des restlichen kurzen Abschnitts in Manchester auf die Guilford Transportation über. Der Verkehr auf diesem Abschnitt wurde jedoch auch bald darauf eingestellt und die Gleise abgebaut.

## Streckenbeschreibung
Die Strecke beginnt in Candia, wo sie aus der älteren Bahnstrecke Portsmouth–Bow Junction abzweigt. Sie verläuft kurvenreich in südwestliche Richtung und berührt auf ihrem Weg in Richtung Manchester den Massabesic Lake. Im Süden der Stadt mündet die Trasse in die der Bahnstrecke Manchester–Lawrence.